# XO-3b
XO-3b es un planeta extrasolar con más de trece veces la masa de Júpiter, que orbita su estrella, XO-3 de la constelación Camelopardalis, completando una revolución en menos de 4 días. El radio de este objeto es 1.92 veces el de Júpiter, lo que lo haría el mayor de todos los planetas extrasolares conocidos. Su enorme tamaño se cree que es causado por el enorme calor que recibe de su estrella, de la que se encuentra a sólo 0.047UA (un 4.7% de la distancia de la Tierra al Sol). También se piensa que debido a su enorme masa irradia suficiente calor desde su interior, como para brillar rojo.
Su descubrimiento fue anunciado el 30 de mayo de 2007 por la Sociedad Astronómica Americana en Honolulu, Hawái. Su descubrimiento se atribuye al trabajo conjunto de astrónomos profesionales y aficionados que trajajan juntos en el proyecto XO, usando un telescopio localizado en la cima Haleakala en Hawái. Es el tercer planeta encontrado por el proyecto XO, que fue creado expresamente para encontrar exoplanetas.
Considerado como un planeta "extraño", se levanta sobre el resto de los exoplanetas como el más masivo encontrado tan próximo a una estrella, además de presentar una órbita bastante elíptica, y no cercana a circular, como sería de esperarse. También se considera un "planeta de tránsito", pues pasa frente a su estrella en cada revolución.

## Controversia
Hay actualmente un debate sobre si la clasificación de este objeto debe ser de planeta o de enana marrón. Uno de los astónomos que lideran esta discusión es Christopher Johns-Krull, quien indicó que el debate aún está vivo. Esto no es tan extraño, y no sería la primera enana marrón que orbita una estrella madre.
La curva que mejor se ajusta a los patrones de borde de ingreso y egreso implica un planeta con un radio de 1.32 ± 0.15 RJ y una masa de 11.71 ± 0.46 MJ.